# Nicky Hilton

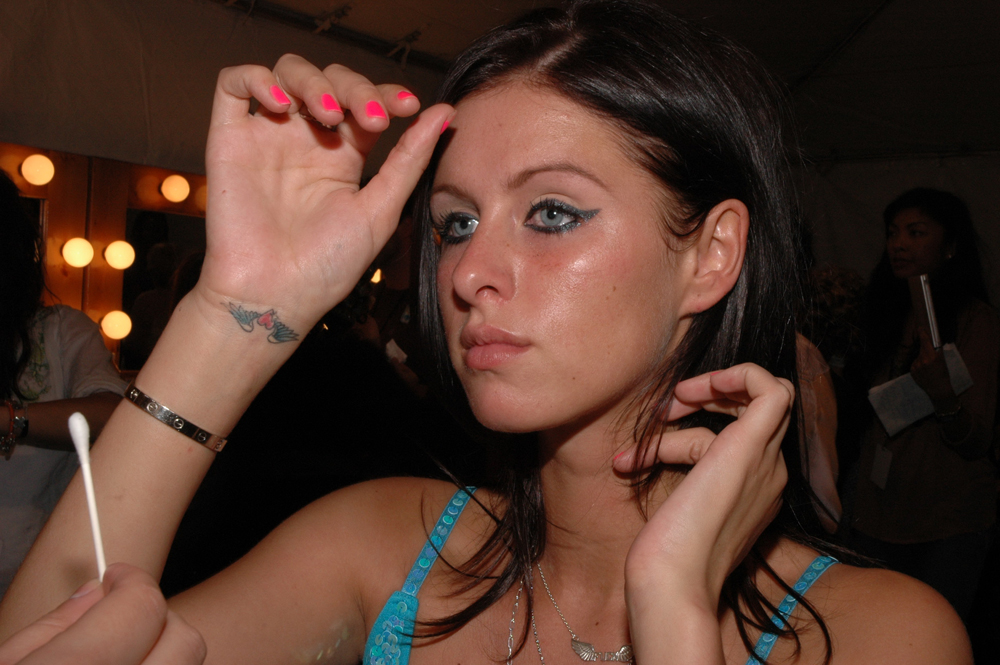
Nicky Hilton

Nicky Oliva Hilton (n. 5 octombrie 1983) este o celebritate din Statele Unite ale Americii și o moștenitoare a imperiului financiar constituit din hotelurile Hilton, precum și a celorlalte proprietăți imobiliare ale tatălui său.
Pe lângă faptul că este o persoană foarte mediatizată, ea se ocupă și de modeling și actorie. Ea a fost descrisă drept o "celebutantă", un amestec inedit de "celebritate". 
Sora sa mai mare este Paris Hilton.